# Nantes

Nantes [nɑ̃t] (Naoned na bretonskom i Naunnt ili Nàntt na gallo jeziku) je grad na zapadu Francuske, upravno središte departmana Loire-Atlantique i glavni grad regije Pays de la Loire.
Šesti po veličini francuski grad te jedna od najvećih francuskih luka, Nantes se nalazi na jugoistoku povijesne regije Bretagne, s kojom se i danas snažno identificira i čiji je najveći grad.

## Obrazovanje
- Audencia Business School
- e-artsup
- École pour l'informatique et les nouvelles technologies
- ISEG Marketing & Communication School
- ISEFAC Bachelor

## Vanjske poveznice
- Službena stranica grada (fr.)
- Službena stranica turističke zajednice grada Nantesa (fr.) (engl.) (njem.) (šp.) (tal.) (kin.)

|  | Portal Francuske – Pristup člancima s tematikom o Francuskoj. |